# Bento António Gonçalves
Bento António Gonçalves (Fiães do Rio, Montalegre (Portugal), 2 de març del 1902 - Tarrafal, Cap Verd, 11 de setembre del 1942) fou un polític portuguès, secretari general del Partit Comunista Portuguès (PCP) entre els anys 1929 i 1942. Va participar en la lluita antifeixista i en la reorganització del PCP respecte els principis de la III Internacional (Kominterm).

## Biografia
L'any 1915, després d'acabar els estudis d'educació primària, començà a treballar a Lisboa, com a torner. Quatre anys més tard, al 1919, fou reconegut com a torner oficial de l'Arsenal do Alfeite.
El 1924 fou enviat a Luanda, capital d'Angola (antiga colònia portuguesa), per a treballar a la companyia de ferrocarrils. Allà començà a actuar com a sindicalista, tractant d'organitzar la Unió de Treballadors de Luanda.
Retornà a Lisboa l'any 1926 i s'afilià al Sindicat de Treballadors de l'Armada. Viatjà a Moscou com a part de la delegació portuguesa convidada al dècim aniversari de la Revolució d'Octubre de 1917.
Després d'una intensa activitat com a sindicalista obrer, s'uní l'any 1928 al Partit Comunista Portuguès, partit del qual fou escollit secretari general un any després. Ocupà el càrrec de secretari general fins a la seva mort.

Partit Comunista Portuguès

Va ser engarjolat el 1930 per la PIDE (policia de la dictadura feixista), i deportat primerament a Açores i després a Cap Verd. El 1933 va poder tornar a Portugal en la clandestinitat, podent així exercit com a Secretari General del PCP. El novembre d'aquell mateix any, viatjà a Madrid i va mantenir contactes amb el Partit Comunista d'Espanya (PCE) i amb la III Internacional.
El 1935 va participar en el VII Congrés de la III Internacional (Kominterm) a la Unió de Repúbliques Socialistes Soviètiques (URSS), però al tornar a Portugal va ser detingut per la PIDE, jutjat pel tribunal militar i posteriorment traslladat al camp de concentració de Tarrafal, a Cap Verd, on morí a causa d'una malaltia.